# (26969) Biver
Pour les articles homonymes, voir Biver.
(26969) Biver est un astéroïde de la ceinture principale découvert par M. Tichý et J. Tichá le 20 septembre 1997. Sa dénomination provisoire fut 1997 SE.
Il a été baptisé en hommage au chercheur français Nicolas Biver, président de la commission des comètes de la SAF et membre consultatif du comité éditorial de l'International Comet Quarterly.